# Директория Клайпедского края

Директория Клайпедского Края (нем. Landesdirektorium; лит. Klaipėdos krašto direktorija) — исполнительно-распорядительный орган Мемельского края с 10 января 1923 до 8 мая 1923 года. Назначался губернатором и нёс ответственность перед ландтагом.